# Madagaskardwergijsvogel
De madagaskardwergijsvogel (Corythornis madagascariensis, synoniemen: Ceyx madagascariensis, Alcedo madagascariensis). Het is een endemische vogelsoort uit Madagaskar.

## Kenmerken
De vogel is gemiddeld 13 cm lang en weegt 17 tot 22 g. De vogel is van boven roodbruin, met naar de staart toe een lilakleurige waas over het verenkleed. Er is een duidelijke witte nekvlek. De slagpennen (vleugel) zijn zwart. De buik en borst zijn van onder wit, naar de flanken toe geleidelijk roodbruin wordend. De poten en de snavel zijn oranjerood. Onvolwassen vogels en de ondersoort C. m. dilutus zijn wat doffer van kleur.

## Verspreiding en leefgebied
Er zijn twee ondersoorten:
- C. m. madagascariensis (Madagaskar exclusief het zuidwestelijk deel van het eiland)
- C. m. dilutus (Zuidwest-Madagaskar)

Het leefgebied is savanne, maar ook meer bebost gebied zoals randen van vochtige bossen. De aanwezigheid van water is niet noodzakelijk. De ijsvogel jaagt op insecten (kevers en sprinkhanen) en kikkers.

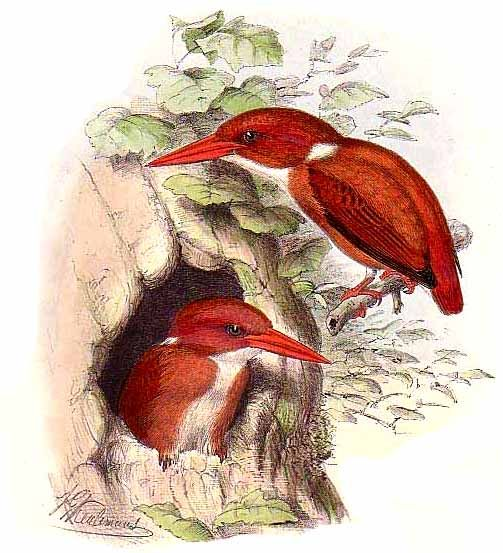
Illustratie van de vogel door John Gerrard Keulemans

## Status
De madagaskardwergijsvogel heeft een redelijk groot verspreidingsgebied en daardoor is de kans op de status  kwetsbaar (voor uitsterven) gering. De grootte van de populatie is niet gekwantificeerd en de vogel is plaatselijk algemeen, maar gaat in aantal achteruit. Echter, het tempo ligt onder de 30% in tien jaar (minder dan 3,5% per jaar). Om deze redenen staat deze dwergijsvogel als niet bedreigd op de Rode Lijst van de IUCN.